# Востриков, Владимир Иванович
Влади́мир Ива́нович Во́стриков (17 апреля 1957, Киров — 20 апреля 2023, там же) — российский художник, живописец, иконописец. Член Союза художников СССР (1990), Союза художников России (1992). Почётный член Фонда Васнецовых (1991). Директор Дома-музея художников В. М. и А. М. Васнецовых в с. Рябово Зуевского района Кировской области (1984-2000).

## Биография
Родился 17 апреля 1957 года в городе Кирове, в семье военнослужащего, участника Великой Отечественной войны Ивана Николаевича и его супруги Зои Михайловны Востриковых.
После окончания средней школы № 57 Владимир Востриков учился в училище связи. С 1975 по 1977 год служил в Советской армии. Вернувшись домой, работал в городской телефонной сети. В 1979 году 22-летний Владимир Востриков поступил в Кировское художественное училище, ныне Вятское художественное училище имени А. А. Рылова, на живописное отделение и успешно окончил его в 1983-м (дипломная мастерская живописца П. С. Вершигорова; преподаватели А. И. Веприков, Е. А. Гришин, Н. М. Окунь), затем —  курсы повышения квалификации в Москве.

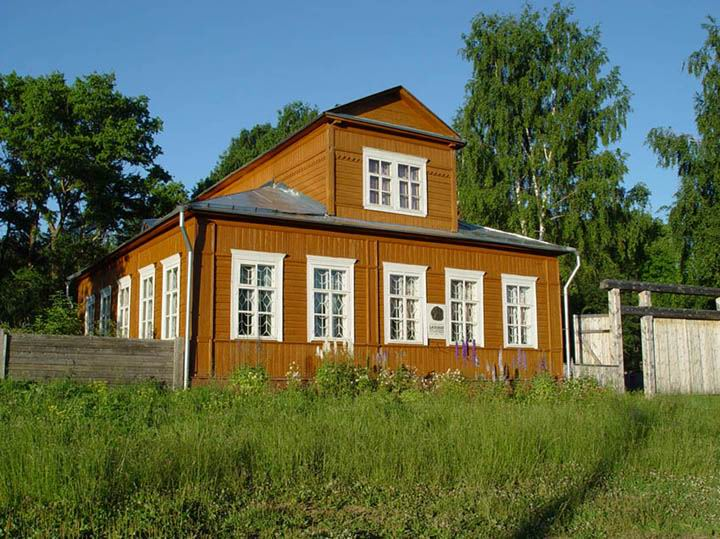
Музей-усадьба художников В. М. и А. М. Васнецовых

Владимир Востриков начал участвовать в выставках с 1980 года, будучи студентом художественного училища. Участник международных (Япония, 1991), городских, областных, региональных, всероссийских, международных, персональных выставок.
Весной 1989 года работал в мастерских Дома творчества «Академическая дача им. И. Е. Репина».
С 1990 года — член Кировской организации Союза художников СССР.
С 1984 по 2000 годы — директор Дома-музея художников В. М. и А. М. Васнецовых. Здесь Владимир Иванович жил и работал, создавал свои произведения, писал иконы для церквей.

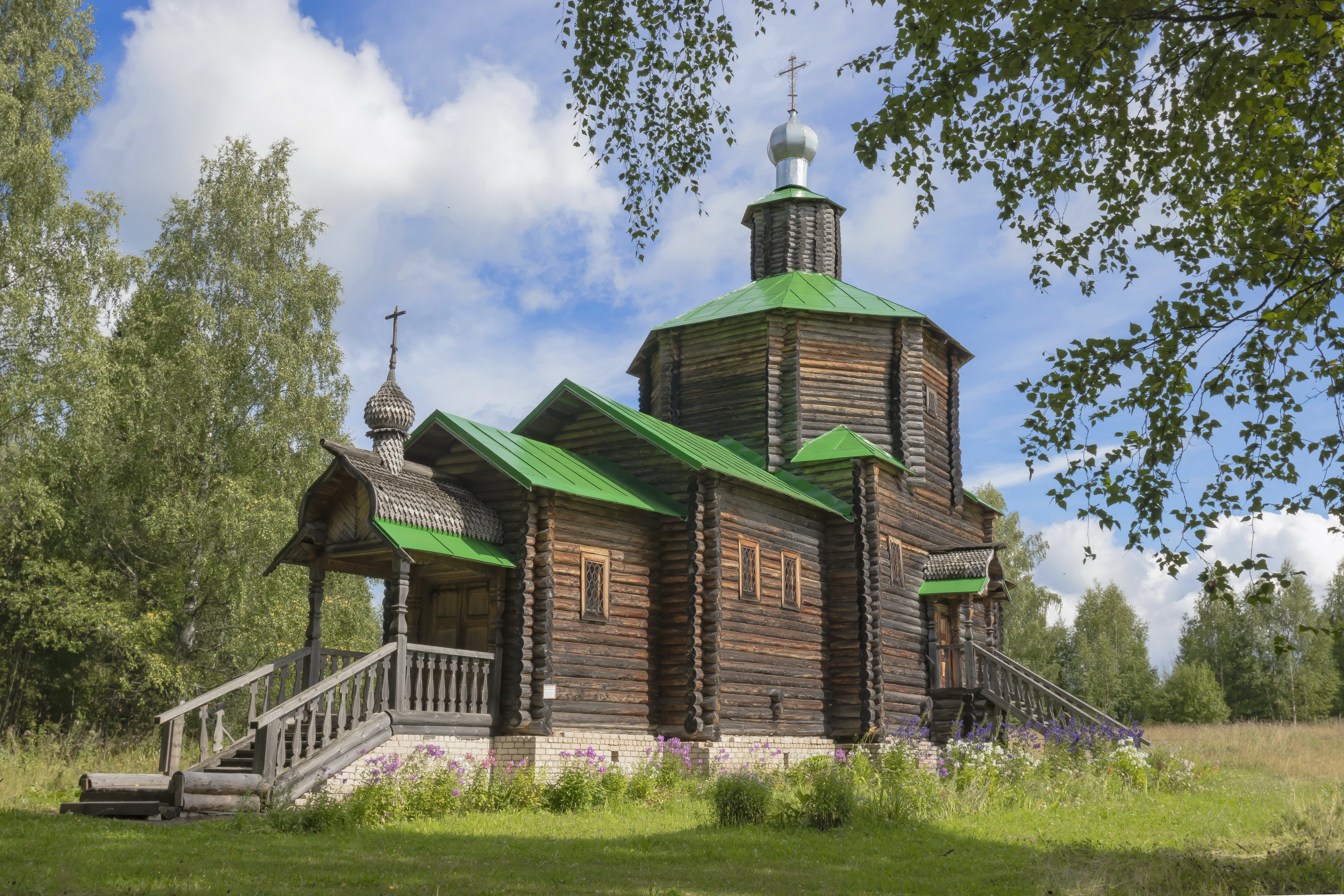
Деревянная Церковь Иоанна Предтечи в Рябово (Строительство: 1990-98 г.г.)

Владимир Иванович Востриков стал инициатором и одним из участников строительства в Рябово деревянной Церкви Иоанна Предтечи (1990-98), вместо разрушенного в 50-х годах каменного храма. По его эскизам с благословения Метраполита Вятского и Слободского Хрисанфа был создан иконостас. Работал над росписью икон для этого иконостаса. Вёл реставрационные работы монументальной живописи в православных храмах. В 1991–1992 годах Востриков участвовал в реставрации фресок в Успенском соборе Кирова, в 2000-м работал в Троицкой церкви Слободского. Затем вместе Виктором Харловым занимался реставрацией живописи в Предтеченской церкви областного центра. Церковь Иоанна Предтечи в Кирове была расписана после её восстановления в 1990-х годах; художники Виктор Харлов и Владимир Востриков воспроизвели изображения позапрошлого века в соответствии со стилем и замыслом своего предшественника.
В. И. Востриков выполнял живописные работы в церквях Сыктывкара, Ижевска, реставрировал Знаменскую церковь села Пасегово. Участвовал в восстановлении Екатерининской церкви в Кирове, являясь помощником настоятеля; разрабатывал эскизы внутреннего убранства и расписывал домовый храм при Вятской православной гимназии.
В 2009 году за большой вклад в развитие изобразительного искусства на Вятской земле и активное участие в выставочной и общественной деятельности В. И. Востриков был награждён Золотой медалью Союза художников России.
В 2011 году Владимир Иванович был награждён Серебряной медалью Виктора Васнецова, награду за заслуги в области живописи он получил из рук Ольги Васнецовой.
Произведения Владимира Вострикова хранятся в Вятском художественном музее им. В.М. и А.М. Васнецовых, Музее-усадьбе художников Васнецовых «Рябово» Кировской области, в частных собраниях Кирова и Кировской области, Н. Новгорода, Москвы.
Скончался после продолжительной болезни 20 апреля 2023 года. Отпевание состоялось 22 апреля в храме Рождества Иоанна Предтечи.
Семья
В 1981 году женился на Мастюгиной Елене Геннадьевне. Получив второе образование, она стала учителем русского языка и литературы, затем работала директором рябовской школы. Дети: сын Иван, дочь Дарья.

## Выставки
- городская в Кировском художественном училище. В. Востриков, Ф. Халиков, Б. Студенцов. Киров, 1980.
- городская «Пятерых студентов Кировского художественного училища». В. Востриков, Ф. Халиков, Б. Студенцов, А. Вепрёв, А. Герасимов. Дом культуры 1 мая: Областной Дом народного творчества, Киров, 1981.
- региональная «Советский Север — 7».  Мурманск, 1989;
- международная (Япония, 1991);
- региональная «Российский Север — 98». Киров, 1998;
- современной пейзажной живописи «Зелёный шум — 2000». Плёс, Ивановская область, 2001;
- Всероссийская Кировских художников к 70-летию области в ЦДХ. Москва, 2007;
- Всероссийская «Россия ХI», ЦДХ. Москва, 2009;
- региональная «Большая Волга в Москве» ЦДХ, Москва, 2009;
- межрегиональная «Большая Волга в Минске». Минск, 2009;
- межрегиональная «Большая Волга». Нижний Новгород, 2010;
- Всероссийская Кировских художников в Дипломатии Академии М.И.Д. РФ, Москва;
- «Вятские художники в Ижевске». Ижевск, 2010;
- «Вятские художники в посольстве республики Болгария». Москва, 2010;
- региональная «Российский Север ХIII». Сыктывкар, 2018;
- областная, посвящённая 80-летию Вятского регионального отделения ВТОО СХР. Киров, 2019;
- областная «Вятская мозаика». Киров, 2019;
- областная «Город и люди». Киров, 2019;
- межрегиональный выставочный проект «Среда обитания. Дом», 2020;
- областная «Сфера», 2021;
- областная «Среда обитания. Портрет», 2021;
- Всероссийская «Единение 2021». Нижний Новгород, 2021;
- межрегиональный выставочный проект «Среда обитания. Дом», 2022.

Посмертные
- областная выставка «Вятка в цвете. Эмоции и смыслы». Киров, 2023 (участие работы в память о художнике);
- региональная художественная выставка Северо-Западного Федерального округа России «Российский Север-13». Псков, 2023 г. (участие работы в память о художнике).
- персональная выставка «О Рябово с любовью». Выставочный зал Вятского художественного музея. Киров, 2024[7].

## Цитаты
С Владимиром Востриковым мы о многом разговаривали в те дни, и было неожиданно приятно слышать от молодого ещё художника очень зрелые, порой философские оценки происходящему в нашей жизни, глубокое осмысление места и роли творческой личности в это напряженное время. Вот к чему мы пришли с ним: возрождение России должно начаться с возрождения души человека, его достоинства, с укрепления корневой системы всей нашей жизни. Иначе не устоять, а в переводе на сегодняшний момент — не выжить. И не случайно Владимир отважился на большое, святое дело — роспись церковного иконостаса…
— В. Коростелёва

## Награды
- Почётный член Фонда Васнецовых (с 1991)
- Золотая медаль Союза художников России (2009)
- Серебряная медаль Виктора Васнецова — за заслуги в области живописи (2011)
- Медаль Фонда Васнецовых за вклад в развитие музея-заповедника братьев Васнецовых (2019)

## Альбомы и каталоги
- Память Родины: альбом. — Киров (Вятка): Изд. Экспресс, 2023.
- Художник: альбом. — Киров (Вятка): Изд. Экспресс, 2011. — цв. ил.; на рус. и англ. яз. — 248 с.; 1000 экз. / Современные художники. Востриков Владимир Иванович Vladimir Vostrikov — С. 120—121. (Вятка. С любовью...)
- 70 художников Вятки: альбом. — Киров Кировская областная типография, 2010. —  Вступит. слово С. Горбачёв. — 80 с.; 1000 экз. / Востриков Владимир Иванович С.16.

## Память
- 10 ноября 2023 года в актовом зале Вятского художественного училища имени А. А. Рылова состоялся Вечер памяти и презентация альбома произведений Владимира Вострикова «Память Родины». В книгу вошли материалы о художнике, иллюстрации произведений. На открытии выставки и презентации альбома выступили: Виктор Георгиевич Харлов, народный художник РФ, академик Российской академии художеств; Максим Владимирович Наумов, директор Вятского художественного училища им. А. А. Рылова; Игорь Анатольевич Сметанин, председатель Вятского отделения ВТОО "Союз художников России"; Ольга Владимировна Крупина, рецензент, сотрудник Вятского художественного музея и др.[9]
- 29 февраля 2024 года в Выставочном зале Вятского художественного музея была открыта выставка памяти Владимира Вострикова (1957–2023) «О Рябово с любовью». В экспозицию вошло более 60 произведений художника[10].